# ماركو فالوتي
ماركو فالوتي (بالإيطالية: Marco Valotti)‏ (13 نوفمبر 1995 - ) هو لاعب كرة قدم إيطالي في مركز الهجوم. شارك مع منتخب إيطاليا تحت 19 سنة لكرة القدم. أما مع النوادي، فقد لعب مع نادي بريشيا وAC Renate ‏.

## روابط خارجية
- ماركو فالوتي على موقع قاعدة بيانات كرة القدم.إي يو (الإنجليزية)
- ماركو فالوتي على موقع Soccerway.com (الإنجليزية)